# Die Fahne von Kriwoj Rog (Roman)
Die Fahne von Kriwoj Rog ist ein erstmals 1959 erschienener Roman von Otto Gotsche.

## Inhalt

### Ausgangslage und Übergabe der Fahne
Im Mansfelder Bergbaurevier der späten 1920er Jahre fühlt sich eine große Anzahl der Kumpel dem Kommunismus verbunden, auch auf dem Paul-Schacht bei Gerbstedt besteht eine KPD-Betriebsgruppe. Die Kollegen entschließen sich, postalisch Kontakt zu den Bergarbeitern in Kriwoj Rog aufzunehmen, um von deren Erfahrungen während der Oktoberrevolution und der Arbeit in der Sowjetunion zu lernen. Den Brief verfasst der Kriegsversehrte Otto Brosowski, ein ruhiger, aber entschlossener Mann, der wegen seiner Überzeugung schon mehrfach Repressionen ausgesetzt war. Sowohl der Firmenleitung als auch dem der SPD angehörenden Betriebsratsvorsitzenden Laube sind die Aktivitäten suspekt. Auch Brosowskis Nachbar, der opportunistische Eduard Bienert, lehnt die Haltung seiner Kollegen ab. Die politische Spaltung vor Ort zieht sich auch durch die Kirchgemeinde, die Schule und verschiedene Vereinigungen. Auf einem nahen Gut organisiert Ludolf-Hermann von Alvensleben den Aufbau der örtlichen SA-Gruppe.
Die sowjetischen Bergarbeiter laden die Mansfelder Kollegen ein, einen Kumpel als Teilnehmer einer Bergmannsdelegation in die UdSSR zu entsenden. Die Wahl fällt auf Friedrich Rüdiger, der mit Arbeitern aus verschiedenen Regionen Deutschlands im Frühjahr 1929 fährt. An den Grenzen sind sie während der Hin- und Rückfahrt Schikanen der deutschen und polnischen Posten ausgesetzt. In Moskau besuchen die Delegierten Vorträge von Nikolai Schwernik und Fritz Heckert, in den kommenden Tagen werden Förderstätten besichtigt und Geschenke überreicht. Als die deutschen Beamten während der Wiedereinreise die mitgebrachten Devotionalien verzollen möchten, wirft Rüdiger sie kurzerhand in einen Ofen. Lediglich eine bestickte Fahne, die ihm in Kriwoj Rog übergeben wurde, kann er unter seiner Kleidung versteckt unversehrt retten. Diese wird wenig später während einer großen Kundgebung, an der auch Kollegen und RFB-Mitglieder aus anderen Orten teilnehmen, enthüllt.

### Arbeitskampf
Aufgrund der Weltwirtschaftskrise sollen die Löhne der Arbeiter gekürzt werden, Direktor Lingenthor bestimmt den alternden Obersteiger Kegel dazu, dies durchzusetzen. Sein Vorgesetzter plant, ihn anschließend zu ersetzen, da er der Arbeiterbewegung Verständnis entgegenbringt. Hoffnungen auf die Nachfolge macht sich Fahrsteiger Barthel, ein Stahlhelm-Mitglied, mit dem Bienerts Frau Olga ein Verhältnis hat. Bienert selbst kandidiert bei den Betriebsratswahlen für die NSBO, obwohl er sich nur wenig für Politik interessiert, sondern stark unter dem Einfluss seiner Frau und des der SA angehörenden Karl Wendt, des Verlobten seiner Tochter, steht. Brosowski wird trotz seiner Gebrechen zum Aufschieber ernannt und kurz darauf aufgrund einer Intrige Barthels entlassen. Er geht gerichtlich gegen die Kündigung vor und lehnt es sogar ab, gegen eine Abfindung auf die Klage zu verzichten. Bei einer Demonstration der Ehefrauen örtlicher Arbeitsloser kommt es zu Übergriffen der Polizei. Der Bürgermeister Martin Zonkel, Mitglied der SPD und selbst ehemaliger Bergmann, laviert zwischen Amtspflicht und dem Gedenken an seine proletarische Herkunft. Trotz der Einwände Borowski und dem Erstarken der rechten Kräfte vertraut er aber darauf, dass die Polizei das parlamentarische System verteidigen wird. Derweil kündigt die Mansfeld AG für Bergbau und Hüttenbetrieb die Entlassung aller Arbeiter an, wobei diese sich erneut um Anstellung bewerben können, jedoch eine fünfzehnprozentige Lohnkürzung hinnehmen müssen. Bei einer darauffolgenden Arbeiterversammlung votieren die meisten für die Entsendung von Vertretern zu einer Delegiertenkonferenz für die verschiedenen Betriebe, lediglich einige wenige SPD-Mitglieder sind dagegen. Letztlich kommt es zum Ausstand. Die Streikenden stellen Posten auf, um Polizeimaßnahmen und dem Einsatz von Streikbrechern entgegenwirken zu können. Otto Brosowski wird zur heimlichen Galionsfigur der Bewegung, da er am meisten über die wirtschaftlichen Entwicklungen Bescheid weiß.
Nach einer abendlichen Unterredung zwischen Bienert, Bartel und Alvensleben überfällt dessen SA-Trupp unter Beteiligung Bienerts einige Arbeiter in einer Gaststätte. Diese verteidigen sich, wobei ein Gutsverwalter verletzt wird. Er behauptet daraufhin, von den Streikenden grundlos angegriffen worden zu sein. Diese berichten dem Bürgermeister hingegen von den wahren Umständen, der nun zwischen ihnen und seinen rechtsgerichteten Untergebenen wie Stadtsekretär Feigel und Stadtpolizist Mellendorf steht.
Die Frauen der Streikenden organisieren eine Solidaritätsküche. Unterstützung erhalten sie von umliegenden Kleinbauern und Landarbeitern, von den Bergleuten aus Kriwoj Rog und von der Komintern. Die Konzernleitung versucht derweil über den Kontakt zu führenden Politikern wie Carl Severing und dem ADGB, Druck auf die Streikenden auszuüben. Diese und die Frauen der Notküche werden Opfer von Polizeigewalt. Der Generaldirektor Herbert Helmut Krahl, hochrangigster Vertreter der AG vor Ort, ist sowohl unzufrieden mit dem Aufsichtsrat wie auch mit den leitenden Mitarbeitern der Gerbstedter Niederlassung. Auch zwischen ihm, dem Stahlhelmbund und Alvensleben herrschen Uneinigkeiten, obwohl sie der Hass auf die Arbeiter verbindet. Letztlich einigen sich Konzernleitung und Gewerkschaft auf eine Verringerung der Lohnkürzung, der Kompromiss wird aber von den Streikenden nicht akzeptiert. Andere Entlassene werden hingegen mit gekürztem Entgelt wieder eingestellt. Die Haltung der Gewerkschaft und einiger SPD-Vertreter nährt den Konflikt mit den KPD-Anhängern, die sozialdemokratischen Arbeiter Bode und Schunke wenden sich von ihrer Partei ab. Um für einen geregelten Alltag zu sorgen, organisiert Otto Brosowski eine Volkshochschule, wobei er Unterstützung vom Ortslehrer Peters erhält. Die Mehrheit im Stadtrat verwehrt hingegen jede Hilfe. 

### Drittes Reich und Zweiter Weltkrieg
Die wirtschaftlichen und politischen Konflikte mehren sich und am 30. Januar 1933 wird Hitler zum Reichskanzler ernannt. Auch in Gerbstedt marschieren SA- und SS-Mitglieder auf. Bürgermeister Zonkel wird von den eigenen Mitarbeitern ignoriert, Alvensleben und seiner Männer besetzen das Landratsamt. Da sie Hausdurchsuchungen befürchtet, näht Otto Brosowskis Frau Minna die Fahne von Kriwoj Rog zwischen zwei Tischdecken ein, um sie so zu verstecken.
Örtliche Vertreter von SPD und KPD treffen sich in Schunkes Wohnung. Die Beratung über das weitere Vorgehen endet erfolglos, da Zonkel und Laube nichts von einem Generalstreik wissen wollen, den legalen Charakter der Machtübernahme Hitlers betonen und auf ein baldiges Ende der Naziherrschaft hoffen. Brosowski versteckt sich im Anschluss bei einem Genossen in Hübitz. Ihn quält jedoch die Untätigkeit und nach dem von Alvensleben geleiteten Überfall auf eine Arbeitersporthalle hält er auf dem Marktplatz eine Rede gegen die Nazis. Ein Menschenauflauf verhindert seine Verhaftung durch Mellendorf. In Brosowskis Versteck werden danach Flugblätter hergestellt, außerdem kommt es aus den Reihen der Bevölkerung zu kleinen Protestaktionen. Als der Flüchtige heimlich seine Familie besucht, verhaftet die SA ihn, seinen älteren Sohn Otto und kurzzeitig auch Minna. Alvenslebens Leute führen in den kommenden Tagen wiederholt Razzien durch und zerstören die Wohnungseinrichtung, ohne jedoch die Fahne zu finden. Walter, Brosowkis jüngerer Sohn, der in der Schule aufgrund der kommunistischen Überzeugung seiner Familie drangsaliert wird, bringt sie in einem Futterfass versteckt zu Bode, der die Fahne wiederum auf seinem Acker vergräbt.
Die SA steckt Rüdiger und Zonkel mit Brosowski in eine Zelle. In den kommenden Tagen wird er wiederholt gefoltert, um das Versteck der Fahne herauszubekommen. Auch Alvensleben, mittlerweile Landrat, der neue Bürgermeister Feigel und Karl Wendt, Stiefsohn des kommunistischen Arbeiters Heinrich Wendt, beteiligen sich an den Torturen. Laube, Karls leiblicher Vater, hat sich mittlerweile den Bedingungen gefügt und nimmt am Umzug zum 1. Mai teil. Auch Barthel beteiligt sich, ist aber unzufrieden, da der Stahlhelm von den Nazis in den Hintergrund gedrängt wird. Walter und Bodes Frau verstecken die Fahne derweil in deren Garten, da die SA auf den Feldern gräbt, um sie zu finden. Später nehmen Brosowskis sie wieder in Verwahrung.
Brosowski kehrt geschwächt aus dem KZ Lichtenburg zurück. Friedrich Rüdiger und der Grubenarbeiter Jule Hammer, dessen Frau Hedwig zeitweise im Frauengefängnis von Naumburg (Saale) sitzt, überleben die KZ-Haft nicht. Auch Heinrich Wendt stirbt. Elfriede Winkler, die mit Hedwig inhaftiert war, bekommt unmittelbar nach der Rückfahrt ein Kind. Sie und der Vater Paul Dittrich verlassen wenig später den Ort. Paul geht als Interbrigadist nach Spanien, Frau und Kind siedeln in die Sowjetunion über. Otto Brosowski junior heiratet und wird Vater. Kurz darauf folgt seine Verpflichtung zum Reichsarbeitsdienst und später zur Wehrmacht. Während des Krieges steht er aufgrund der politischen Einstellung der Familie weiterhin unter besonderer Beobachtung. Auch Walter wird mobilisiert. Immer mehr Menschen in Brosowskis Umgebung scheinen sich den Verhältnissen zu fügen, er selbst durchlebt eine schwere Krankheit. Nach der Genesung schöpft er jedoch neuen Mut durch den Kontakt zum Widerstand. Dazu gehört auch Zonkel, der nun ebenso wie Brosowski wieder im Vitzthum-Schacht arbeitet. Olga Bienert wird derweil der Veruntreuung von Winterhilfespenden überführt. Karl Wendt, inzwischen ihr Schwiegersohn, stirbt an der Front, seine Mutter Alma kommt vor Gram um. Bürgermeister Feigel gerät zunehmend in Misskredit und wird letztlich versetzt.
Kurz nach dem Attentat vom 20. Juli 1944 wird Brosowski erneut verhaftet und ins Zuchthaus Luckau gebracht. Als Minna ihn besuchen will, befindet er sich aber bereits auf einem Gefangenenmarsch. 1945 kommen US-amerikanische Truppen an, deren Verhältnis zur Bevölkerung sich aber schwierig gestaltet. Zonkel hofft hingegen auf eine erneute Amtseinsetzung seiner Person und bricht wieder mit den kommunistischen Verbündeten. Letztlich kehren die Männer der Familie Brosowski wieder nach Hause zurück. Die Arbeiter gründen heimlich eine örtliche Gewerkschafts- sowie KPD-Gruppe, Brosowski wird in letzterer zum Vorsitzenden gewählt. Als die Rote Armee die Verwaltung Gerbstedts übernimmt, holt die Familie die Fahne von Kriwoj Rog wieder aus dem Versteck hinter dem Kaninchenstall hervor. Die Kommunisten tragen sie den sowjetischen Soldaten entgegen, anschließend singen die Versammelten Brüder, zur Sonne, zur Freiheit.

## Hintergrund und Veröffentlichungen
Der Roman basiert auf einem wahren Fall. Gotsche widmete ihn der Familie Brosowski.
Das Buch erschien erstmals 1959 beim Mitteldeutschen Verlag in Halle (Saale), der bis 1985 15 Auflagen publizierte. Es wurde auch als Teil einer Werksammlung Gotsches veröffentlicht. Der Verlag Volk und Welt gab das Buch im Jahr 1980 gleichfalls heraus, außerdem erschienen Ausgaben in der Tschechoslowakei, Polen, Bulgarien, der Sowjetunion und auf Kuba.

## Adaptionen
Karl Kothe ließ sich durch den Roman zu einem heute als verschollen geltenden Bild inspirieren.
1960 verfasste Heiner Müller ein Fernsehkammerspiel, das unter B. K. Tragelehn aufgeführt wurde.
Der Roman diente außerdem als Vorlage für Kurt Maetzigs gleichnamigen Film aus dem Jahr 1967.
Im Sommer 2021 inszenierte Regisseur Benjamin Zock an Originalschauplätzen eine Bearbeitung des Stücks. Als Darsteller fungierten eine Berliner Theatergruppe und Schüler aus Sangerhausen.